# Geneviève Fauconnier
Œuvres principales
- Claude (1933)

Geneviève Fauconnier, née le 29 janvier 1886 à Barbezieux et morte 11 décembre 1969 à Saint-Palais-de-Négrignac, est une romancière  du sud charentais. Elle obtint le prix Femina pour son roman Claude en 1933
Elle est considérée comme l'une des représentantes les plus sensibles de ce qu'on a appelé le Groupe de Barbezieux. Son frère Henri Fauconnier, prix Goncourt 1930 en fit partie, Jacques Chardonne, Grand prix du roman de l'Académie française en 1932 en fut un membre important.

## Biographie
Geneviève Fauconnier est élevée dans une atmosphère très religieuse, dans un cocon familial où l’instruction primaire est prise en charge par la mère. Jacques Chardonne venait leur rendre visite presque quotidiennement dans leur maison de Barbezieux où elle passe son enfance.
Les liens entre les deux familles étaient très anciens et très forts, il demandera plus tard à Geneviève de raconter leur enfance exceptionnelle dans son livre Évocations. La période trouble de la guerre et des divergences de convictions au sujet de la collaboration avec les Allemands, les séparèrent par la suite.
Son frère Henri Fauconnier l'invite en Malaisie au début de 1910 ; Geneviève se marie à Kuala-Lumpur en 1915 avec René van den Berg de nationalité belge, ami de son frère et également planteur de caoutchouc comme lui. ,
Après la Première Guerre mondiale, ils vivent à Fontenay-aux-Roses, son mari tient une librairie d'art à Montparnasse. En 1926, elle choisit de s'installer dans la ferme familiale en Haute-Saintonge où elle élève ses cinq enfants tout en continuant d'écrire. C'est dans ce logis, au sommet d'une colline, que le prix Femina vint la surprendre.
En 1964, elle fut membre fondateur de l'Académie d'Angoumois.
Geneviève Fauconnier décède en 1969 dans sa propriété de Saint-Palais-de-Négrignac. Elle a laissé une œuvre de qualité, des souvenirs, des livres pour enfants, des romans.

## Œuvres
Ses romans ont fait l'objet de plusieurs éditions et de traductions :
- Les trois petits enfants bleus, 1927,
- Micheline à bord du Nibong (écrit en 1910), 1932,
- Claude, 1933
- Les étangs de la Double, 1935,
- Pastorale, 1942,
- Christine et les Micocouliers, 1948,
- Les enfances du Christ, 1956,
- Évocations, 1960.